# Vaihingen an der Enz
Vaihingen an der Enz település Németországban, azon belül Baden-Württembergben. Lakosainak száma 29 387 fő (2023. december 31.). Vaihingen an der Enz Markgröningen, Oberriexingen, Illingen és Sachsenheim községekkel határos.

## Városrészei
A következő településeket beolvasztattak Vaihingen városába: 

Aurich
Ensingen
[nzweihingen
Gündelbach
Horrheim
Kleinglattbach
Riet
Roßwag

## Híres emberek
- Konstantin von Neurath (1873–1956), nemzetiszocialista külügyminiszter
- Friedrich Kellner (1885–1970), politikus és író
- Hartwig Gauder (1954–2020), atléta

## Népesség
A település népessége az elmúlt években az alábbi módon változott:
| Lakosok száma | 21 998 | 29 308 | 29 467 | 29 154 | 29 305 | 29 387 |
|               | 1975   | 2017   | 2019   | 2021   | 2022   | 2023   |